# Chris Anstey
Christopher John "Chris" Anstey (Melbourne, Victoria, 1 de enero de 1975) es un exjugador y entrenador de baloncesto . Anstey, uno de los jugadores más destacados del país, llegó a jugar durante 3 temporadas en la NBA y fue un habitual de la selección de Australia. Con 2.13 metros de estatura, jugaba en la posición de pívot.

## Trayectoria deportiva
Anstey empezó a jugar al baloncesto relativamente tarde, a los 17 años. Antes, fue un prometedor tenista, llegando a alcanzar el número 2 en la categoría sub-15. Anstey comenzó jugando en 1994 con Melbourne Tigers para después pasar en 1995 a South East Melbourne Magic, en el que estuvo hasta 1997. Con estos logró alzarse con el premio de Jugador Más Mejorado en 1996, y un año después acabó subcampeón de liga. Aquel 1997 fue clave en su trayectoria. Anstey ganó el Mundial sub-22 y fue nombrado MVP del torneo. A raíz de eso, fue elegido en el puesto 18 del Draft de la NBA de 1997 por Portland Trail Blazers. En junio, sus derechos fueron traspasados, junto a un montante de dinero, a Dallas Mavericks a cambio de Kelvin Cato.
En su primera temporada en la NBA, la 1997-98, Anstey firmó de media 5.9 puntos y 3.8 rebotes. En su año sophomore empeoró sus prestaciones con 3.3 puntos y 2.4 rebotes. No encontraba su sitio por lo que los Mavericks decidieron traspasarlo a Chicago Bulls por una 2.ª ronda del draft de 2000. Con los Bulls jugó 73 partidos en los que promedió 6 puntos y 3.8 rebotes. 
Ahí acabó su carrera en la NBA y volvió a su país a jugar en el Victoria Titans, donde mostró su mejor nivel. En 2002 fue nombrado Jugador Australiano del Año. En la 2000-01 promedió 17 puntos y 9.3 rebotes, y un año después 16.1 puntos y 10.3 rebotes. Antes, quedó 4.º con su selección en los Juegos Olímpicos de Sídney 2000. Este rendimiento le valió su paso a Europa, para jugar en el Ural Great Perm de la Superliga rusa. Promedió 13.7 puntos y 7.8 rebotes y acabó subcampeón. Fue MVP de la Copa ULEB en 2003. Después, en la temporada 2003-04 se marchó al UNICS Kazán, donde pasó dos exitosas temporadas. Ganó en 2004 la FIBA Europe League y volvió a quedar subcampeón. Tras su periplo en Rusia se marchó al Caja San Fernando de la ACB. Sin embargo, su flojo rendimiento le llevó de nuevo al equipo que le vio crecer, Melbourne Tigers. Desde entonces, ha estado firmando estadísticas por encima de los 20 puntos y los 10 rebotes. Participó con la selección australiana en los Juegos Olímpicos de Pekín 2008, donde cayeron en cuartos de final frente a Estados Unidos.

## Estadísticas de su carrera en la NBA

### Temporada regular
| Año       | Equipo  | PJ  | PT | MPP  | %TC  | %3P  | %TL  | RPP | APP | ROB | TPP | PPP |
| --------- | ------- | --- | -- | ---- | ---- | ---- | ---- | --- | --- | --- | --- | --- |
| 1997–98   | Dallas  | 41  | 8  | 16.6 | .398 | .188 | .716 | 3.8 | 0.9 | 0.8 | 0.7 | 5.9 |
| 1998–99   | Dallas  | 41  | 4  | 11.5 | .360 | .000 | .708 | 2.4 | 0.7 | 0.4 | 0.3 | 3.3 |
| 1999–2000 | Chicago | 73  | 11 | 13.8 | .442 | .167 | .789 | 3.8 | 0.9 | 0.4 | 0.3 | 6.0 |
| Total     | Total   | 155 | 23 | 13.9 | .413 | .138 | .789 | 3.4 | 0.8 | 0.5 | 0.4 | 5.2 |